# Hockey Club Monza 1945
Questa voce raccoglie le informazioni riguardanti l'Hockey Club Monza nelle competizioni ufficiali della stagione 1945.

## Stagione
Finito il regime fascista e terminato il periodo di commissariamento gestito da Luigi Kullmann, la società cambia la denominazione assumendo quella definitiva conservata fino alla cessazione dell'attività sportiva.
Alla presidenza viene eletto il ragionier Francesco Castoldi (padre di due hockeisti entrambi schierati in campionato) che si assume il pesante onere di ripristinare la pista a cui erano stati sottratti vari pezzi della tribuna e dell'impianto elettrico di illuminazione.
Il costo totale delle spese di riparazione presentato al Comune di Monza passa il milione di lire, inizialmente accollati alla nuova gestione del club.

## Maglie e sponsor
| 1ª divisa |

## Organico

### Giocatori
| N° | Naz.              | Ruolo | Sportivo                 |  |  |  |
| -- | ----------------- | ----- | ------------------------ |  |  |  |
| ?  | Italia (bandiera) | E     | Umberto Arnaboldi        |  |  |  |
| ?  | Italia (bandiera) | E     | Giuseppe Castoldi (1922) |  |  |  |
| ?  | Italia (bandiera) | E     | Luigi Castoldi (1927)    |  |  |  |
| ?  | Italia (bandiera) | E     | Massimo Colombo          |  |  |  |
| ?  | Italia (bandiera) | E     | Aldo Gelmini             |  |  |  |
| ?  | Italia (bandiera) | E     | Luigi Kullmann           |  |  |  |
| ?  | Italia (bandiera) | P     | Mario Massironi          |  |  |  |